# Pīr

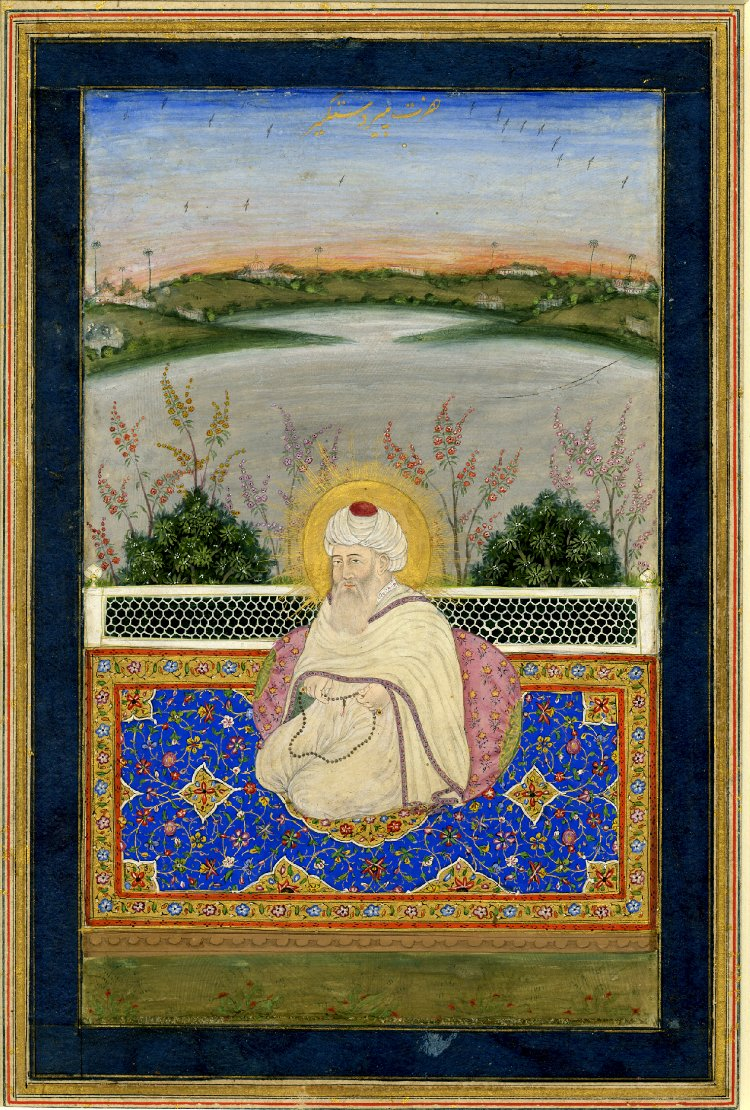
Pir in una miniatura islamica

Il pīr (in persiano پیر‎, in italiano: vecchio) è la guida o il maestro nel Sufismo. 
Il sostantivo equivale perfettamente a sceicco (in arabo shaykh). In entrambi i casi sottolinea l'esperienza vissuta del maestro, cui si rivolge il murīd (in arabo ﻣﺮﻳﺪ‎?, discepolo ) o tālib (in arabo ﻃﺎﻟﺐ‎?, apprendista) nel suo lungo cammino ascetico, che esige un'adeguata conduzione
In ambito turco, seguendo la medesima logica, si usa invece spesso il sostantivo dede, che significa "nonno", che tuttavia è impiegato di preferenza per indicare il capo religioso e spirituale dell'Alevismo.